# Prodigal Son
Prodigal Son je americký dramatický televizní seriál, jehož tvůrci jsou Chris Fedak a Sam Sklaver. Seriál měl premiéru dne 23. září 2019 na stanici Fox. V říjnu 2019 obdržel seriál od Foxu plnou řadu o 22 dílech.

## Obsazení
- Tom Payne jako Malcolm Bright[3]
- Lou Diamond Phillips jako Gil Arroyo[4]
- Halston Sage jako Ainsley Whitly[5]
- Aurora Perrineau jako detektiv Dani Powell[4]
- Frank Harts jako detektiv JT Tarmel [4]
- Keiko Agena jako doktorka Edrisa Guilfoyle[6]
- Michael Sheen jako doktor Martin Whitly[7]
- Bellamy Young jako Jessica Whitly[8]

### Vedlejší role
- Esau Prichett jako pan David, pracovník psychiatrické nemocnice
- Charlayne Woodard jako Dr. Gabrille Le Dexus, Malcolmovba psycholožka
- Molly Griggs jako Eve Blnachard, právnička
- Dermot Mulroney jako Nicholas Endicott

## Seznam dílů

### První řada (2019–2020)
| Č. v seriálu | Č. v řadě | Původní název         | Režie              | Scénář                                        | Premiéra v USA     |
| ------------ | --------- | --------------------- | ------------------ | --------------------------------------------- | ------------------ |
| 1            | 1         | Pilot                 | Lee Toland Krieger | Chris Fedak a Sam Sklaver                     | 23. září 2019      |
| 2            | 2         | Annihilator           | Adam Kane          | Chris Fedak a Sam Sklaver                     | 30. září 2019      |
| 3            | 3         | Fear Response         | Rob Bailey         | Lisa Randolph                                 | 7. října 2019      |
| 4            | 4         | Designer Complicity   | Leon Ichaso        | Wendy Calhoun                                 | 14. října 2019     |
| 5            | 5         | The Trip              | Omar Madha         | Jeremy Carver                                 | 21. října 2019     |
| 6            | 6         | All Souls and Sadists | Megan Griffiths    | Justin W. Lo                                  | 28. října 2019     |
| 7            | 7         | Q&A                   | Adam Kane          | Elizabeth Peterson                            | 4. listopadu 2019  |
| 8            | 8         | Family Friend         | Rob Hardy          | Wyatt Cain                                    | 11. listopadu 2019 |
| 9            | 9         | Pied-A-Terre          | Antonio Negret     | Lauriel Harte Marger                          | 25. listopadu 2019 |
| 10           | 10        | Silent Night          | Valerie Weiss      | Sabrina Deana-Roga                            | 2. prosince 2019   |
| 11           | 11        | Alone Time            | Adam Kane          | Nora Zuckerman a Lilla Zuckerman              | 20. ledna 2020     |
| 12           | 12        | Internal Affairs      | David Tuttman      | Lisa Randolph a Alexis Siegel                 | 27. ledna 2020     |
| 13           | 13        | Wait & Hope           | Glen Winter        | Sam Sklaver                                   | 3. února 2020      |
| 14           | 14        | Eye of the Needle     | Lisa Robinson      | Wyatt Cain                                    | 10. února 2020     |
| 15           | 15        | Death's Door          | Adam Kane          | Elizabeth Peterson                            | 17. února 2020     |
| 16           | 16        | The Job               | Satya Bhabha       | Justin W. Lo                                  | 16. března 2020    |
| 17           | 17        | Stranger Beside You   | Pamela Romanowsky  | Lauriel Harte Marger a Sabrina Deana-Roga     | 23. března 2020    |
| 18           | 18        | Scheherazade          | Dermott Downs      | Nora Zuckerman a Lilla Zuckerman              | 30. března 2020    |
| 19           | 19        | The Professionals     | Lily Mariye        | Lisa Randolph                                 | 20. dubna 2020     |
| 20           | 20        | Like Father...        | Adam Kane          | Chris Fedak, Sam Sklaver a Elizabeth Peterson | 27. dubna 2020     |

### Druhá řada (2021)
| Č. v seriálu | Č. v řadě | Původní název                | Režie                | Scénář                                        | Premiéra v USA  |
| ------------ | --------- | ---------------------------- | -------------------- | --------------------------------------------- | --------------- |
| 21           | 1         | It's All in the Execution    | Antonio Negret       | Chris Fedak a Sam Sklaver                     | 12. ledna 2021  |
| 22           | 2         | Speak of the Devil           | Antonio Negret       | Eileen Jones                                  | 19. ledna 2021  |
| 23           | 3         | Alma Mater                   | Omar Madha           | Lisa Randolph                                 | 26. ledna 2021  |
| 24           | 4         | Take Your Father to Work Day | Omar Madha           | Elizabeth Peterson                            | 2. února 2021   |
| 25           | 5         | Bad Manners                  | Chris Grismer        | Marcus Dalzine                                | 9. února 2021   |
| 26           | 6         | Head Case                    | Lisa Robinson        | Wyatt Cain                                    | 16. února 2021  |
| 27           | 7         | Face Value                   | Lou Diamond Phillips | Lauriel Harte Marger                          | 2. března 2021  |
| 28           | 8         | Ouroboros                    | Chris Grismer        | Nora Zuckerman a Lilla Zuckerman              | 13. dubna 2021  |
| 29           | 9         | The Killabustas              | Dermott Downs        | Sabrina Deana-Roga                            | 20. dubna 2021  |
| 30           | 10        | Exit Strategy                | Satya Bhabha         | Eileen Jones a Alexis Siegel                  | 27. dubna 2021  |
| 31           | 11        | You Can Run...               | Marisol Adler        | Elizabeth Peterson a Jeremy Powell            | 4. května 2021  |
| 32           | 12        | Sun and Fun                  | Chris Grismer        | Lisa Randolph                                 | 11. května 2021 |
| 33           | 13        | The Last Weekend             | Chris Grismer        | Sam Sklaver, Nora Zuckerman a Lilla Zuckerman | 18. května 2021 |

## Produkce

### Vývoj
Dne 28. ledna 2019 stanice Fox oznámila, že objednala produkci pilotního dílu. Scénář k němu napsali Chris Fedak a Sam Sklaver. Do natáčení byly zapojeny společnosti Berlanti Production a Warner Bros. Television. Dne 9. května 2019 bylo oznámeno, že stanice objednala celou řadu. Den poté byla ohlášena premiéra na podzim roku 2019. Seriál měl premiéru dne 23. září 2019. Dne 7. října 2019 obdržel seriál plnou řadu o 22 dílech.

### Casting
V únoru 2019 bylo oznámeno, že Lou Diamond Phillips, Aurora Perrineau a Frank Harts byli obsazeni do hlavních rolí pilotního dílu. V březnu 2019 se k projektu připojili Michael Sheen, Bellamy Young, Finn Jones, Keiko Agena a Halston Sage. O čtyři dny později, dne 12. března 2019, byl herec Finn Jones během předčítání scénáře nahrazen Tomem Paynem.